# Öra kyrka
Öra kyrka är en kyrkobyggnad i den sydöstra delen av Herrljunga kommun. Den tillhör sedan 2021 Herrljungabygdens församling (tidigare Öra församling) i Skara stift.

## Kyrkobyggnaden
Kyrkan anses vara från 1200-talet. Den är byggd i sten och fasaden har vit spritputs. Sadeltaket är täckt av rött enkupigt tegel. De romanska  fönstren är tätspröjsade med gråmålade bågar.

### Byggnadshistoria
Ursprungligen bestod byggnaden av ett långhus utan egentligt kor, men byggdes till under 1700-talet. Vid en stilbrytande renovering år 1820 bröts kyrkomurens östra sida ner, varigenom kyrkorummet förlängdes och koret blev tresidigt. År 1913 uppfördes ett granittorn i romansk stil vid den västra gaveln. Den gamla klockstapeln i trä såldes till Borås museum, där den nu finns uppställd i Ramnaparken. Vid en renovering 1956-1957 tog man fram en del äldre målningar och Einar Forseths glasmålning i koret tillkom. Det har väckt internationell uppmärksamhet och var utställd i London år 1956. Fönstret är indelat i 12 rutor med följande motiv:
1. Oss är en Frälsare född.
2. Jag bör vara där min Fader bor.
3. Härefter skall du fånga människor.
4. Gråt icke.
5. Hosianna! Välsignad vare han som kommer i Herrens namn.
6. Detta är min lekamen.
7. Denne är min älskade son.
8. Gå bort, Satan
9. Jesus delade ut brödet.
10. Förråder du Människosonen med en kyss.
11. Och han bar själv sitt kors.
12. Kristus är uppstånden.

## Inventarier

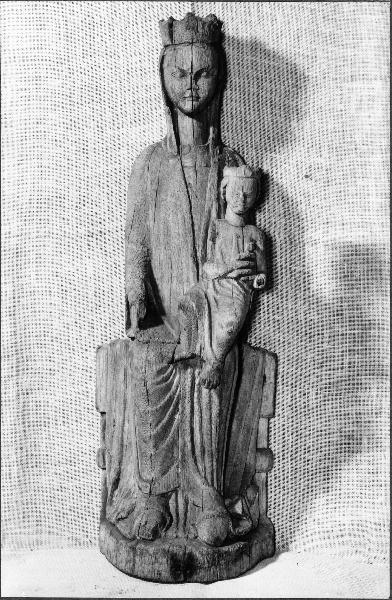
Den tronande madonnan

- Dopfunt av sandsten tillverkad omkring år 1200 i två delar med höjden 86,5 cm. Cuppan är cylindrisk, något buktande med skrånande undersida och helt odekorerad. Foten är rund med buktande översida som övergår i ett kort skrånande skaft. Nederst ett utsparat band och på mitten en dubbel rundstav. Stort centralt uttömningshål.[1]
- En snidad skulptur från 1200-talet föreställer Sankt Olof. Den är deponerad vid Borås museum.
- En tronande madonnaskulptur från tidigt 1200-tal utförd i ek. Höjd 87 cm. Figuren var under tiden 1909-1964 deponerad vid Borås museum, men har därefter varit uppställd vid den medeltida dopfunten i koret.[2]
- Predikstolen är från början av 1600-talet och uppbyggd i tre våningar.
- En äldre klocka från 1684 göts om 1913 och samma år fick man två nya klockor.

### Orgel
Huvudinstrument är en digitalorgel. Även orgeln från Hammarbergs Orgelbyggeri AB 1930 finns kvar. Den har sex stämmor fördelade på manual och pedal.

## Filminspelning
Colin Nutleys filmer Änglagård och Änglagård - andra sommaren är delvis inspelade i Öra kyrka (och på kyrkogården). Flera av församlingens medlemmar var statister i filmerna. En del scener är även inspelade vid närbelägna Kärråkra kyrka och Vånga missionshus.